# آزمایشگاه ملی لارنس برکلی
آزمایشگاه ملی لارِنس بِرْکْلی (به انگلیسی: Lawrence Berkeley National Laboratory) مشهور به LBL یک مرکز علمی فدرال در شهر برکلی ایالت کالیفرنیا در آمریکا است.
بانی این آزمایشگاه ارنست لارنس بود.